# إرنست أ. إينغليز
إرنست أ. إينغليز (بالإنجليزية: Ernest A. Inglis)‏ هو محامي وقاضي أمريكي، ولد في 16 أبريل 1887 في ميدلتاون في الولايات المتحدة، وتوفي في 9 ديسمبر 1972.